# Dolichoneon typicus
Dolichoneon typicus är en spindelart som beskrevs av Lodovico di Caporiacco 1935. Dolichoneon typicus ingår i släktet Dolichoneon och familjen hoppspindlar. Inga underarter finns listade i Catalogue of Life.